# Márton Fülöp
Márton Fülöp (Boedapest, 3 mei 1983 – 12 november 2015) was een Hongaars professioneel voetballer. Hij kwam als doelman 24 keer uit voor het Hongaars voetbalelftal.

## Loopbaan

### Clubcarrière
In Hongarije speelde Fülöp in dienst van MTK Boedapest, BKV Előre SC en BFC Siófok, maar in 2004 maakte de doelman de overstap naar het buitenland. Tottenham Hotspur nam hem over voor ongeveer zevenenhalve ton. Bij de Spurs kon hij zich echter niet bewijzen en hij werd achtereenvolgens verhuurd aan Chesterfield FC, Coventry City en Sunderland FC. Die laatste club nam hem in 2007 ook definitief over. Ondanks dat hij in 44 wedstrijden uitkwam voor Sunderland, werd hij ook door deze club driemaal verhuurd, namelijk aan Leicester City, Stoke City en Manchester City. Na zijn vertrek bij Sunderland speelde hij tussen 2010 en 2012 voor Ipswich Town en West Bromwich Albion. In de zomer van 2012 tekende hij voor één seizoen bij Asteras Tripoli in Griekenland, waarvoor hij tot vierentwintig competitieduels wist te komen.

### Interlandcarrière
Fülöp maakte zijn debuut voor het Hongaars voetbalelftal op 31 mei 2005. Op die dag werd een vriendschappelijke wedstrijd tegen Frankrijk met 2-1 verloren. In de tweede helft mocht de doelman als invaller binnen de lijnen komen voor Gábor Király.
| Interlands van Fülöp voor Hongarije | Interlands van Fülöp voor Hongarije | Interlands van Fülöp voor Hongarije | Interlands van Fülöp voor Hongarije | Interlands van Fülöp voor Hongarije | Interlands van Fülöp voor Hongarije |
| №                                   | Datum                               | Wedstrijd                           | Uitslag                             | Soort wedstrijd                     | Goals                               |
| Als speler van Tottenham Hotspur    | Als speler van Tottenham Hotspur    | Als speler van Tottenham Hotspur    | Als speler van Tottenham Hotspur    | Als speler van Tottenham Hotspur    | Als speler van Tottenham Hotspur    |
| ----------------------------------- | ----------------------------------- | ----------------------------------- | ----------------------------------- | ----------------------------------- | ----------------------------------- |
| 1.                                  | 31 mei 2005                         | Frankrijk – Hongarije               | 2 – 1                               | Vriendschappelijk                   | 0                                   |
| 2.                                  | 16 augustus 2006                    | Oostenrijk – Hongarije              | 1 – 2                               | Vriendschappelijk                   | 0                                   |
| Als speler van Sunderland FC        |                                     |                                     |                                     |                                     |                                     |
| 3.                                  | 7 februari 2007                     | Hongarije – Letland                 | 2 – 0                               | Vriendschappelijk                   | 0                                   |
| 4.                                  | 24 maart 2007                       | Montenegro – Hongarije              | 2 – 1                               | Vriendschappelijk                   | 0                                   |
| 5.                                  | 22 augustus 2007                    | Hongarije – Italië                  | 3 – 1                               | Vriendschappelijk                   | 0                                   |
| 6.                                  | 8 september 2007                    | Hongarije – Bosnië en Herzegovina   | 1 – 0                               | EK-kwalificatie                     | 0                                   |
| 7.                                  | 12 september 2007                   | Turkije – Hongarije                 | 3 – 0                               | EK-kwalificatie                     | 0                                   |
| Als speler van Leicester City       |                                     |                                     |                                     |                                     |                                     |
| 8.                                  | 13 oktober 2007                     | Malta – Hongarije                   | 2 – 0                               | EK-kwalificatie                     | 0                                   |
| 9.                                  | 17 oktober 2007                     | Polen – Hongarije                   | 0 – 1                               | Vriendschappelijk                   | 0                                   |
| 10.                                 | 17 november 2007                    | Moldavië – Hongarije                | 3 – 0                               | EK-kwalificatie                     | 0                                   |
| 11.                                 | 21 november 2007                    | Hongarije – Griekenland             | 1 – 2                               | EK-kwalificatie                     | 0                                   |
| Als speler van Sunderland FC        |                                     |                                     |                                     |                                     |                                     |
| 12.                                 | 6 februari 2008                     | Hongarije – Slowakije               | 1 – 1                               | Vriendschappelijk                   | 0                                   |
| 13.                                 | 26 maart 2008                       | Hongarije – Slovenië                | 0 – 1                               | Vriendschappelijk                   | 0                                   |
| 14.                                 | 24 mei 2008                         | Hongarije – Griekenland             | 3 – 2                               | Vriendschappelijk                   | 0                                   |
| 15.                                 | 31 mei 2008                         | Hongarije – Kroatië                 | 1 – 1                               | Vriendschappelijk                   | 0                                   |
| 16.                                 | 11 oktober 2008                     | Hongarije – Albanië                 | 2 – 0                               | WK-kwalificatie                     | 0                                   |
| 17.                                 | 15 oktober 2008                     | Malta – Hongarije                   | 0 – 1                               | WK-kwalificatie                     | 0                                   |
| 18.                                 | 11 februari 2009                    | Israël – Hongarije                  | 1 – 0                               | Vriendschappelijk                   | 0                                   |
| 19.                                 | 1 april 2009                        | Hongarije – Malta                   | 3 – 0                               | WK-kwalificatie                     | 0                                   |
| 20.                                 | 14 november 2009                    | België – Hongarije                  | 3 – 0                               | Vriendschappelijk                   | 0                                   |
| 21.                                 | 5 juni 2010                         | Nederland – Hongarije               | 6 – 1                               | Vriendschappelijk                   | 0                                   |
| Als speler van Ipswich Town         |                                     |                                     |                                     |                                     |                                     |
| 22.                                 | 17 november 2010                    | Hongarije – Litouwen                | 2 – 0                               | Vriendschappelijk                   | 0                                   |
| 23.                                 | 9 februari 2011                     | Azerbeidzjan – Hongarije            | 0 – 2                               | Vriendschappelijk                   | 0                                   |
| 24.                                 | 29 maart 2011                       | Nederland – Hongarije               | 5 – 3                               | EK-kwalificatie                     | 0                                   |

Bijgewerkt t/m 1 maart 2014

## Privéleven
In juni 2013 werd bij Fülöp kanker gediagnosticeerd. Hij overleed in november 2015 op 32-jarige leeftijd aan de gevolgen van een hersentumor.